# Zentralkataloge der DDR
Die Zentralkataloge der DDR bezeichneten ein wissenschaftliches Vorhaben, mit dem die Buch-, Handschriften- und Zeitschriftenbestände von Bibliotheken in der DDR sowie von historischen Sammlungen systematisch erschlossen werden sollten. Der Zeitraum der Erarbeitung der Kataloge erstreckte sich vom Jahre 1948 bis 1990. Es waren verschiedene Bibliotheken in der DDR daran beteiligt, teilweise wurde auch auf Bestände ausländischer Bibliotheken zugegriffen.
Gesetzliche Grundlage für die Arbeitsweise aller Bibliotheken der DDR und ein einheitliches Bibliothekssystem bildete die am 1. Juli 1968 in Kraft getretene Verordnung über die Aufgaben des Bibliothekssystems bei der Gestaltung des entwickelten Systems des Sozialismus in der Deutschen Demokratischen Republik (Bibliotheksverordnung). 1970 wurde der Deutschen Staatsbibliothek in Ost-Berlin die Funktion einer zentralen Leiteinrichtung für Leihverkehr und Zentralkataloge übertragen, die Deutsche Bücherei in Leipzig erhielt die Funktion der „Leit- und Koordinierungseinrichtung für Bibliographie und bibliographische Arbeit in der DDR.“

## Deutsche Staatsbibliothek Berlin

### Zentralkatalog der DDR

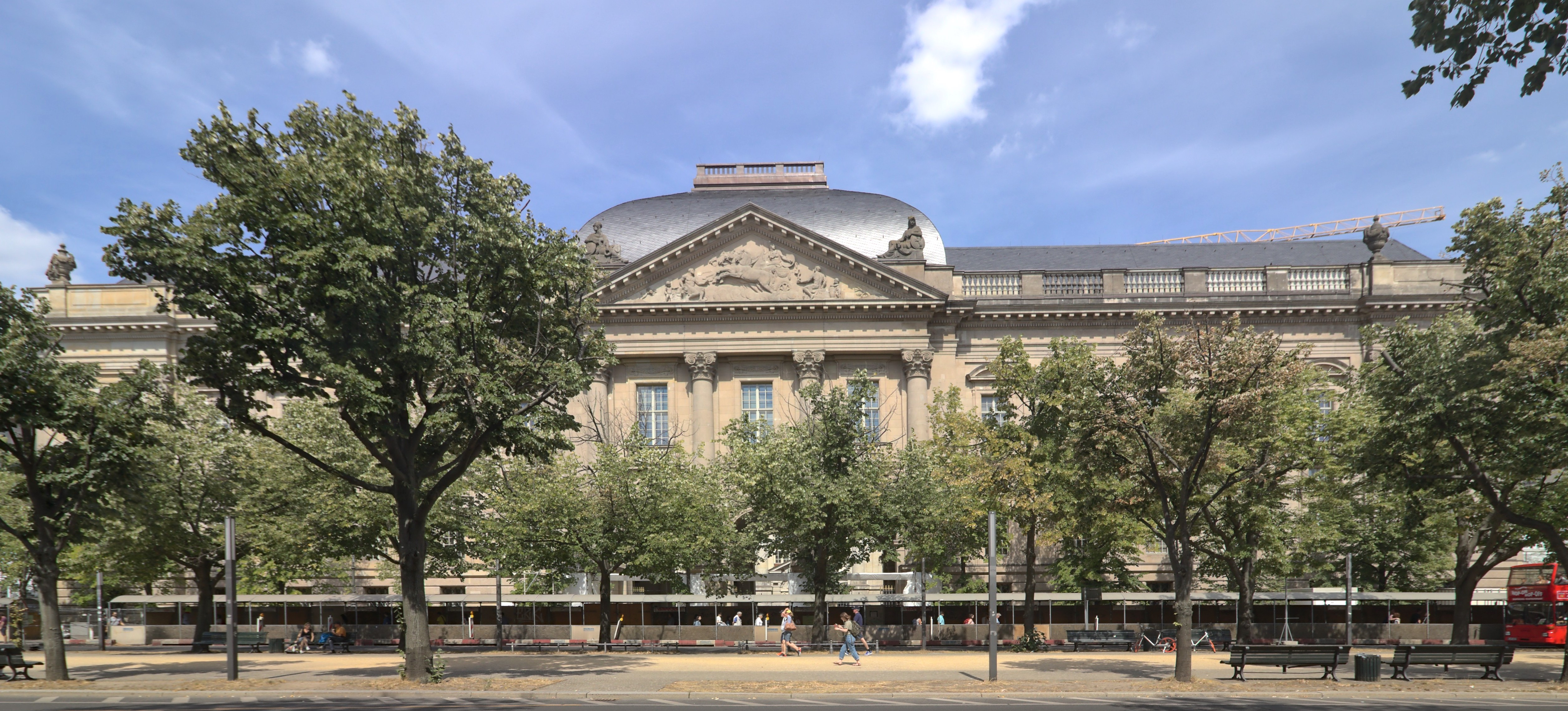
Gebäude der Staatsbibliothek Unter den Linden (2018).

Der Zentralkatalog der DDR wurde im Jahr 1948 unter der Bezeichnung Zentralkatalog der Auslandsliteratur von der Deutschen Staatsbibliothek in Ost-Berlin am Institut für Leihverkehr und Zentralkataloge (ILZ) erstellt und später umbenannt. Er bestand aus
1. Zentralkatalog der ausländischen Monographien (ZKM)

Es wurden etwa 3.100.000 (Stand: 1985) ausländische Monographien ab dem Erscheinungsjahr 1939 in den Katalog aufgenommen. Ab 1971 zählten auch in Bibliotheken der DDR vorhandene Monographien aus Westdeutschland und West-Berlin dazu.
2. Zentralkatalog der ausländischen Zeitschriften und Serien (ZKZ)

In den Katalog wurden etwa 35.000 Titel aufgenommen, die außerhalb der DDR als Zeitschriften und Serien ab dem Erscheinungsjahr 1971 vertrieben wurden. Der Katalog wurde auch als Zentralkatalog der DDR: Zeitschriften und Serien des Auslandes (ZKZ) veröffentlicht.
„Zum Zweck der effektiven Nutzung der in der DDR vorhandenen ausländischen Literatur, der für den Erwerb solcher Literatur zur Verfügung stehenden Valutamittel, zur Beschleunigung des Leihverkehrs sowie zur Koordinierung der Erwerbungspolitik“ musste der Besitz ausländischer Literatur von den einzelnen Bibliotheken an den Zentralkatalog gemeldet werden. Der Zentralkatalog wiederum diente der Beschleunigung des Leihverkehrs insbesondere zwischen den wissenschaftlichen Bibliotheken durch einen zentralen Standortnachweis, außerdem der breiten Erschließung des Bestands an ausländischer Literatur durch Herausgabe „geeigneter Informationsmittel“ und der Koordinierung der Erwerbungspolitik.

### Zentralinventar mittelalterlicher Handschriften
Das Zentralinventar mittelalterlicher Handschriften bis 1500 in den Sammlungen der Deutschen Demokratischen Republik (ZIH) wurde ab dem Jahr 1972 von der Deutschen Staatsbibliothek in Berlin bearbeitet. Es wurden Handschriften bis zum Jahre 1500 in das zentrale Inventar (d. h. zentrale Verzeichnis) aufgenommen, die sich in Bibliotheken und Einrichtungen der DDR befanden.

### Gelehrten- und Schriftstellernachlässe
Die Direktorenkonferenz der Deutschen Staatsbibliothek beschloss 1955, „die in den wissenschaftlichen Bibliotheken der DDR vorhandenen Nachlässe zu erfassen.“ Die beteiligten Bibliotheken schickten daraufhin Meldungen über ihre Nachlässe an die Deutsche Staatsbibliothek. 1959 erschien ein erster Teil des Verzeichnisses, der die Nachlässe der 14 großen wissenschaftlichen Allgemeinbibliotheken der DDR behandelte. Der zweite Teil zu den Nachlässen „in den Bibliotheken der wissenschaftlichen Institute, insbesondere an den Universitäten und Hochschulen, in den allgemeinbildenden Bibliotheken und in den Bibliotheken musealer und anderer wissenschaftlicher Institutionen“ erschien 1968 und wies 575 Nachlässe in 100 Einrichtungen nach. Abgeschlossen wurde das Inventar der Gelehrten- und Schriftstellernachlässe in der DDR mit dem 1971 erschienenen dritten Teil (Nachträge, Ergänzungen, Register).
Ab 1990 begann das Bundesarchiv zuerst in den neuen, dann in den alten Bundesländern mit der Abfrage von Nachlässen in deutschen Archiven und Bibliotheken, stellte 1991 eine eigene Kraft für das Projekt ab und entwickelte 1992 mit der Staatsbibliothek Berlin ein gemeinsames Erfassungsschema für die Zentrale Datenbank Nachlässe. Dabei sollte das Bundesarchiv die Zuständigkeit für die Archive und die Staatsbibliothek die für die Bibliotheken behalten.

## Regionale Zentralkataloge
Der Zentralkatalog der DDR wurde bei der Wahrnehmung seiner Aufgaben von regionalen Zentralkatalogen unterstützt, die für die einzelnen Bezirke geführt wurden.

### Sächsische Landesbibliothek Dresden

#### Zentralkatalog
Der Zentralkatalog an der Sächsischen Landesbibliothek wurde von der Sächsischen Landesbibliothek in Dresden ab dem Jahr 1960 bearbeitet. Im Jahr 1985 konnten 967.770 Besitznachweise gezählt werden. Die Quellen des Katalogs waren 283 Bibliotheken der Bezirke Cottbus, Dresden und Karl-Marx-Stadt (heute: Chemnitz).

#### Musikhistorische Quellen der DDR
Der Zentralkatalog musikhistorischer Quellen der DDR wurde ebenfalls von der Sächsischen Landesbibliothek in Dresden betreut. Es wurden alle handschriftlichen und gedruckten Quellen mit musikhistorischem Inhalt bis zum Jahre 1830 in den Katalog aufgenommen. 1985 wurden in dem Katalog etwa 90.000 Stücke nachgewiesen. Dabei wurde auch eine Unterstützung für das Internationale Quellenlexikon der Musik (RISM) geleistet. Die Objekte wurden in etwa 350 Bibliotheken, Archiven und Institutionen der DDR mit Quellen zur Musik und Musikgeschichte nachgewiesen.

#### Ausländische Karten und Atlanten
Das Verzeichnis der Landkartenbestände der Sächsischen Landesbibliothek Dresden, das jedoch nur einen Bruchteil des tatsächlichen Bestandes nachwies, ist lange Zeit das einzige Verzeichnis dieser Art in Deutschland geblieben. Zwischen 1978 und 1982 sind das Inventar der Plankammern der Regierungen Frankfurt/Oder, Bromberg, Potsdam und Marienwerder im Druck erschienen.

### Universitäts- und Landesbibliothek der Martin-Luther-Universität Halle
Der Zentralkatalog Sachsen-Anhalt wurde ab dem Jahr 1948 von der Universitäts- und Landesbibliothek in Halle (Saale) erstellt. Im Jahr 1985 konnten 1.553.064 Besitznachweise gezählt werden. Die Quellen des Katalogs waren 255 Bibliotheken der Bezirke Halle und Magdeburg.

### Universitätsbibliothek der Friedrich-Schiller-Universität Jena
Der Thüringer Zentralkatalog wurde von der Universitätsbibliothek Jena ab dem Jahr 1955 erstellt. Im Jahre 1985 wurden 912.000 Besitznachweise gezählt. Die Quellen des Katalogs waren 155 Bibliotheken der Bezirke Erfurt, Gera und Suhl.

### Universitätsbibliothek der Karl-Marx-Universität Leipzig
Der 1957 eingerichtete Zentralkatalog erfasste zunächst nur die Medien der Leipziger Universitätsinstitute. Er verzeichnete schließlich den Buch- und Zeitschriftenbestand von 62 Bibliotheken aus dem Bezirk Leipzig und besaß im Jahr 1975 einen Umfang von 580.000 Titeln. Der Bestand der Deutschen Bücherei wurde nicht erfasst.

### Universitätsbibliothek Rostock
Der Zentralkatalog der Bezirke Neubrandenburg, Rostock und Schwerin wurde von der Universitätsbibliothek in Rostock ab dem Jahr 1960 erstellt. Im Jahre 1985 wurden auf 340.000 Zetteln Besitznachweise aufgenommen. Quellen waren 83 Bibliotheken der Bezirke Neubrandenburg, Rostock und Schwerin.

## Zentralkatalog der Literatur zur Geschichte des Sozialismus und der Arbeiterbewegung
Der Zentralkatalog zur Geschichte des Sozialismus und der deutschen und internationalen Arbeiterbewegung war ein Projekt der Bibliothek im Institut für Marxismus-Leninismus beim Zentralkomitee der SED (IML). Meldungen zu dieser Kartei wurden zunächst von den großen Bibliotheken wie der Deutschen Bücherei und der Staatsbibliothek in Umlauf gebracht und die beteiligten Bibliotheken vermerkten auf den entsprechenden Titelkarten ihre jeweiligen Bestände. Anlässlich einer Ausstellung im Museum für Deutsche Geschichte vom 15. Februar bis 19. März 1989 wurde der inventarisierte Bestand mit rund 400.000 Bänden Buchliteratur und etwa 70.000 Bänden Zeitungen und Zeitschriften beziffert.
Die Arbeit wurde im Herbst 1989 abgebrochen. Die bis dahin aufgebaute Kartei ging 1992 in den Bestand der Stiftung Archiv der Parteien und Massenorganisationen der DDR (SAPMO) im Bundesarchiv über.

## Fachlicher Zentralkatalog für Körperkultur und Sport
Der Fachliche Zentralkatalog für Körperkultur und Sport wurde von der Zentralbibliothek für Körperkultur und Sport an der Deutschen Hochschule für Körperkultur in Leipzig ab dem Jahr 1957 erstellt. 1966 erhielt sie vom Methodischen Zentrum für wissenschaftliche Bibliotheken beim Ministerium für Hochschulwesen die Aufgabe, am Sammelschwerpunktplan der wissenschaftlichen Bibliotheken der DDR mitzuarbeiten. 1973 wurde der schon 1954 vom Staatlichen Komitee für Körperkultur und Sport erteilte Auftrag, die Hochschulbibliothek zu einer zentralen Fachbibliothek zu entwickeln, durch das Ministerium für Kultur der DDR bestätigt.

## Zentralkatalog alter astronomischer Drucke
Der Zentralkatalog alter astronomischer Drucke in den Bibliotheken der DDR war eine Veröffentlichung der Archenhold-Sternwarte Berlin-Treptow in den Jahren von 1987 bis 1991. In den Katalog wurden Drucke in den Bibliotheken der DDR aufgenommen, die bis zum Jahre 1700 veröffentlicht worden waren. Es wurden auch Drucke aufgenommen, die als astronomisch-astrologische Deutungsschriften bezeichnet werden konnten.
Quellen waren 81 Bibliotheken in der DDR. Die Titel waren alphabetisch geordnet und nach den Regeln der Preußischen Instruktion katalogisiert. Der Katalog wurde über diese lokalen Grenzen hinausgehend weitergeführt und steht mit ca. 9000 Titel auf der Website des Fördervereins der Archenhold-Sternwarte und des Zeiss-Großplanetariums Berlin zur Verfügung.